# 衛視卡式台
衛視卡式台（英語：SCM Legend，英文全稱為；2012年前稱為衛視電影2台，英文名稱為）是由新聞集團旗下的星空傳媒創立的電影頻道，該頻道每日以播放由星空傳媒發行製作有限公司（後來更名星空華文傳媒電影有限公司）所提供1970年代至1990年代的電影。
因應Disney+準備在全亞洲正式提供服務，迪士尼於2021年4月宣佈包括本頻道在內共18個頻道於2021年10月1日香港时间午夜0點59分59秒正式停播。2021年10月1日停播时，卫视卡式台播送了带有“本频道将不再提供服务 感谢您长期支持与收看”和“This channel is no longer available, thank you for watching.”字样以及卫视卡式台LOGO的停播提示。

## 各地版本播放
在本頻道全面停播前，衛視卡式台共分為兩個地區播放版本：香港版本在香港透過Now TV、香港有線電視收看；東南亞版本在新加坡、馬來西亞、印尼、泰國及澳門收看。
香港版本僅在香港以粵語廣播收看，該版本與其三個地區版本所播放的節目內容不同。
東南亞版本在新加坡、馬來西亞、泰國、印尼及澳門收看，該版本與其三個地區版本所播放的節目內容不同，東南亞版本面向馬來西亞及澳門均以粵語和國語双语廣播收看，其餘面向兩個播放地區均以國語廣播收看，此外，東南亞各地播出出現字幕，例如新加坡和澳門與香港相同，以繁體中文和英文字幕顯示，馬來西亞以繁中英文和馬來語字幕，泰國以泰語字幕，而印尼，則以印尼語字幕顯示。
除此之外，本頻道亦曾播出美洲版本和澳洲版本。美洲版本在美國及加拿大以國語廣播收看，該版本與其三個地區版本所播放的節目內容不同，2013年改為衛視電影台。澳洲版本（該版本名為衛視電影2台）從2012年至2013年4月曾在澳洲透過翡翠互動電視以粵語廣播收看，該版本主要以東南亞版本的節目為基礎，與東南亞版本同步播放。
本頻道曾爭取在台灣播出並曾向NCC申請執照，但被NCC以節目重複比例過高及定位不明駁回申請。